# Italia ai campionati europei di atletica leggera
L'Italia ha partecipato a tutte le 26 edizioni dei Campionati europei di atletica leggera sin qui disputate conquistando 164 medaglie, di cui 54 titoli europei, 53 medaglie d'argento e 57 di bronzo. L'edizione di Roma 2024 è stata quella nella quale ha ottenuto il miglior risultato.

## Bilancio complessivo
Aggiornato a Roma 2024
| Manifestazione | Edizioni | 1ª edizione | Uomini | Donne   | Totale |      |     |         |        |      |     |         |        |      |
| Manifestazione | Edizioni | 1ª edizione | Oro    | Argento | Bronzo | Tot. | Oro | Argento | Bronzo | Tot. | Oro | Argento | Bronzo | Tot. |
| Europei        | 26       | 1934        | 42     | 38      | 32     | 112  | 10  | 12      | 21     | 43   | 52  | 51      | 53     | 156  |

## Dettaglio podi
| Edizione                | Uomini | Uomini | Uomini | Donne | Donne | Donne | Misti | Misti | Misti | Totale | Totale | Totale | Oro | Argento | Bronzo |
| ----------------------- | ------ | ------ | ------ | ----- | ----- | ----- | ----- | ----- | ----- | ------ | ------ | ------ | --- | --- | --- |
| Edizione                |        |        |        |       |       |       |       |       |       |        |        |        | Oro | Argento | Bronzo |
| Torino 1934             | 1      | 2      | 2      | 0     | 0     | 0     | 0     | 0     | 0     | 1      | 2      | 2      | Luigi Beccali (1500 m) | Mario Lanzi (800 m) Fernando Vandelli (martello) | Ettore Rivolta (50 km marcia) Aurelio Genghini (maratona) |
| Parigi 1938 Vienna 1938 | 0      | 4      | 2      | 1     | 0     | 1     | 0     | 0     | 0     | 1      | 4      | 3      | Claudia Testoni (80 m hs) | Orazio Mariani (100 m) Giuseppe Beviacqua (10000 m) Arturo Maffei (lungo) Giorgio Oberweger (disco) | Mario Lanzi (800 m) Luigi Beccali (1500 m) Maria Alfero (4x100 m) Maria Apollonio (4x100 m) Rosetta Cattaneo (4x100 m) Italia Lucchini (4x100 m) |
| Oslo 1946               | 1      | 1      | 1      | 0     | 0     | 1     | 0     | 0     | 0     | 1      | 1      | 2      | Adolfo Consolini (disco) | Giuseppe Tosi (disco) | Carlo Monti (100 m) Amelia Piccinini (peso) |
| Bruxelles 1950          | 3      | 5      | 0      | 0     | 0     | 1     | 0     | 0     | 0     | 3      | 5      | 1      | Armando Filiput (400 m hs) Giuseppe Dordoni (50 km marcia) Adolfo Consolini (disco) | Franco Leccese (100 m) Angiolo Profeti (peso) Giuseppe Tosi (disco) Teseo Taddia (martello) Baldassare Porto (4x400 m) Armando Filiput (4x400 m) Luigi Paterlini (4x400 m) Antonio Siddi (4x400 m) | Edera Cordiale (disco) |
| Berna 1954              | 1      | 1      | 0      | 0     | 0     | 1     | 0     | 0     | 0     | 1      | 1      | 1      | Adolfo Consolini (disco) | Giuseppe Tosi (disco) | Maria Musso (4x100 m) Giuseppina Leone (4x100 m) Letizia Bertoni (4x100 m) Milena Greppi (4x100 m) |
| Stoccolma 1958          | 0      | 1      | 0      | 0     | 0     | 0     | 0     | 0     | 0     | 0      | 1      | 0      | | Abdon Pamich (50 km marcia) | |
| Belgrado 1962           | 2      | 1      | 1      | 0     | 0     | 0     | 0     | 0     | 0     | 2      | 1      | 1      | Salvatore Morale (400 m hs) Abdon Pamich (50 km marcia) | Giovanni Cornacchia (110 m hs) | Sergio Ottolina (200 m) |
| Budapest 1966           | 3      | 0      | 0      | 0     | 0     | 0     | 0     | 0     | 0     | 3      | 0      | 0      | Eddy Ottoz (110 m hs) Roberto Frinolli (400 m hs) Abdon Pamich (50 km marcia) | | |
| Atene 1969              | 1      | 0      | 2      | 0     | 0     | 1     | 0     | 0     | 0     | 1      | 0      | 3      | Eddy Ottoz (110 m hs) | | Erminio Azzaro (alto) Aldo Righi (asta) Paola Pigni (1500 m) |
| Helsinki 1971           | 1      | 1      | 3      | 0     | 0     | 0     | 0     | 0     | 0     | 1      | 1      | 3      | Franco Arese (1500 m) | Marcello Fiasconaro (400 m) | Renato Dionisi (asta) Vincenzo Guerini (4x100 m) Pietro Mennea (4x100 m) Pasqualino Abeti (4x100 m) Ennio Preatoni (4x100 m) Lorenzo Cellerino (4x400 m) Giacomo Puosi (4x400 m) Sergio Bello (4x400 m) Marcello Fiasconaro (4x400 m)                                              |
| Roma 1974               | 1      | 2      | 1      | 0     | 0     | 1     | 0     | 0     | 0     | 1      | 2      | 2      | Pietro Mennea (200 m) | Pietro Mennea (100 m) Vincenzo Guerini (4x100 m) Norberto Oliosi (4x100 m) Luigi Benedetti (4x100 m) Pietro Mennea (4x100 m) | Giuseppe Cindolo (10000 m) Sara Simeoni (alto) |
| Praga 1978              | 3      | 1      | 0      | 1     | 0     | 0     | 0     | 0     | 0     | 4      | 1      | 0      | Pietro Mennea (100 m) Pietro Mennea (200 m) Venanzio Ortis (5000 m) Sara Simeoni (alto) | Venanzio Ortis (10000 m) | |
| Atene 1982              | 1      | 1      | 0      | 0     | 1     | 2     | 0     | 0     | 0     | 1      | 2      | 2      | Alberto Cova (10000 m) | Pierfrancesco Pavoni (100 m) Laura Fogli (maratona) | Gabriella Dorio (1500 m) Sara Simeoni (alto) |
| Stoccarda 1986          | 2      | 5      | 2      | 0     | 1     | 0     | 0     | 0     | 0     | 2      | 6      | 2      | Stefano Mei (10000 m) Gelindo Bordin (maratona) | Stefano Mei (5000 m) Alberto Cova (10000 m) Francesco Panetta (3000 m siepi) Orlando Pizzolato (maratona) Maurizio Damilano (20 km marcia) Laura Fogli (maratona) | Salvatore Antibo (10000 m) Giovanni Evangelisti (lungo) |
| Spalato 1990            | 4      | 2      | 3      | 1     | 0     | 2     | 0     | 0     | 0     | 5      | 2      | 5      | Salvatore Antibo (5000 m) Salvatore Antibo (10000 m) Francesco Panetta (3000 m siepi) Gelindo Bordin (maratona) Annarita Sidoti (10 km marcia) | Gennaro Di Napoli (1500 m) Gianni Poli (maratona) | Stefano Mei (10000 m) Alessandro Lambruschini (3000 m siepi) Mario Longo (4x100 m) Ezio Madonia (4x100 m) Sandro Floris (4x100 m) Stefano Tilli (4x100 m) Roberta Brunet (5000 m) Ileana Salvador (10 km marcia)                                                                   |
| Helsinki 1994           | 2      | 1      | 2      | 0     | 2     | 1     | 0     | 0     | 0     | 2      | 3      | 3      | Andrea Benvenuti (800 m) Alessandro Lambruschini (3000 m siepi) | Angelo Carosi (3000 m siepi) Maria Curatolo (maratona) Annarita Sidoti (10 km marcia) | Giovanni Perricelli (50 km marcia) Ezio Madonia (4x100 m) Domenico Nettis (4x100 m) Giorgio Marras (4x100 m) Sandro Floris (4x100 m) Fiona May (lungo) |
| Budapest 1998           | 1      | 2      | 2      | 1     | 2     | 1     | 0     | 0     | 0     | 2      | 4      | 3      | Stefano Baldini (maratona) Annarita Sidoti (10 km marcia) | Alessandro Lambruschini (3000 m siepi) Danilo Goffi (maratona) Erica Alfridi (10 km marcia) Fiona May (lungo) | Fabrizio Mori (400 m hs) Vincenzo Modica (maratona) Maura Viceconte (maratona) |
| Monaco 2002             | 0      | 0      | 0      | 1     | 0     | 3     | 0     | 0     | 0     | 1      | 0      | 3      | Maria Guida (maratona) | | Manuela Levorato (100 m) Manuela Levorato (200 m) Erica Alfridi (20 km marcia) |
| Göteborg 2006           | 2      | 0      | 0      | 0     | 0     | 1     | 0     | 0     | 0     | 2      | 0      | 1      | Stefano Baldini (maratona) Andrew Howe (lungo) | | Elisa Rigaudo (20 km marcia) |
| Barcellona 2010         | 1      | 2      | 1      | 1     | 1     | 0     | 0     | 0     | 0     | 2      | 3      | 1      | Anna Incerti (maratona) Alex Schwazer (20 km marcia) | Nicola Vizzoni (martello) Roberto Donati (4x100 m) Simone Collio (4x100 m) Emanuele Di Gregorio (4x100 m) Maurizio Checcucci (4x100 m) Simona La Mantia (triplo) | Daniele Meucci (10000 m) |
| Helsinki 2012           | 1      | 1      | 0      | 0     | 0     | 1     | 0     | 0     | 0     | 1      | 1      | 1      | Fabrizio Donato (triplo) | Daniele Meucci (10000 m) | Chiara Rosa (peso) |
| Zurigo 2014             | 1      | 0      | 0      | 1     | 1     | 0     | 0     | 0     | 0     | 2      | 1      | 0      | Daniele Meucci (maratona) Libania Grenot (400 m) | Valeria Straneo (maratona) | |
| Amsterdam 2016          | 1      | 0      | 2      | 1     | 2     | 1     | 0     | 0     | 0     | 2      | 2      | 3      | Gianmarco Tamberi (alto) Libania Grenot (400 m) | Veronica Inglese (mezza maratona) Veronica Inglese (mezza maratona a squadre) Anna Incerti (mezza maratona a squadre) Rosaria Console (mezza maratona a squadre) | Daniele Meucci (mezza maratona) Daniele Meucci (mezza maratona a squadre) Stefano La Rosa (mezza maratona a squadre) Ruggero Pertile (mezza maratona a squadre) Maria Benedicta Chigbolu (4x400 m) Maria Enrica Spacca (4x400 m) Chiara Bazzoni (4x400 m) Libania Grenot (4x400 m) |
| Berlino 2018            | 1      | 0      | 3      | 0     | 1     | 1     | 0     | 0     | 0     | 1      | 1      | 4      | Yassine Rachik (maratona a squadre) Eyob Faniel (maratona a squadre) Stefano La Rosa (maratona a squadre) | Sara Dossena (maratona a squadre) Catherine Bertone (maratona a squadre) Fatna Maraoui (maratona a squadre) | Yemaneberhan Crippa (10000 m) Yohanes Chiappinelli (3000 m siepi) Yassine Rachik (maratona) Antonella Palmisano (20 km marcia) |
| Monaco 2022             | 3      | 2      | 4      | 0     | 0     | 2     | 0     | 0     | 0     | 3      | 2      | 6      | Marcell Jacobs (100 m) Gianmarco Tamberi (alto) Yeman Crippa (10000 m) | Andrea Dallavalle (salto triplo) Ahmed Abdelwahed (3000 m siepi) | Matteo Giupponi (35 km marcia) Yeman Crippa (5000 m) Sara Fantini (Lancio del martello) Osama Zoghlami (3000 m siepi) Filippo Tortu (200 m) Zaynab Dosso (4x100 m) Dalia Kaddari (4x100 m) Anna Bongiorni (4x100 m) Alessia Pavese (4x100 m) Gloria Hooper (4x100 m)               |
| Roma 2024               | 7      | 6      | 3      | 4     | 2     | 1     | 0     | 1     | 0     | 11     | 9      | 4      | Antonella Palmisano (20 km marcia) Nadia Battocletti (5000 mt) Nadia Battocletti (10000 mt) Leonardo Fabbri (peso) Lorenzo Simonelli (110 mt hs) Marcell Jacobs (100 mt) Yeman Crippa (mezza maratona) Yeman Crippa (mezza maratona a squadre) Pietro Riva (mezza maratona a squadre) Pasquale Selvarolo (mezza maratona a squadre) Eyob Faniel (mezza maratona a squadre) Yohanes Chiappinelli (mezza maratona a squadre) Daniele Meucci (mezza maratona a squadre) Lorenzo Patta (4x100 m) Marcell Jacobs (4x100 m) Matteo Melluzzo (4x100 m) Filippo Tortu (4x100 m) Roberto Rigali (4x100 m) Lorenzo Simonelli (4x100 m) Sara Fantini (lancio del martello) Gianmarco Tamberi (salto in alto) | Valentina Trapletti (20 km marcia) Luca Sito (4x400 m mista) Anna Polinari (4x400 m mista) Edoardo Scotti (4x400 m mista) Alice Mangione (4x400 m mista) Mattia Furlani (Lungo) Chituru Ali (100 m) Pietro Riva (mezza maratona) Filippo Tortu (200 m) Brayan Lopez (4x400 m) Vladimir Aceti (4x400 m) Edoardo Scotti (4x400 m) Luca Sito (4x400 m) Riccardo Meli (4x400 m) Alessandro Sibilio (400 m ostacoli) Larissa Iapichino (salto in lungo) | Francesco Fortunato (20 km marcia) Zaynab Dosso (100 m) Pietro Arese (1500 m) Catalin Tecuceanu (800 m) |
| Totale                  | 42     | 38     | 32     | 12    | 12    | 21    | 0     | 1     | 0     | 52     | 51     | 53     | | | |

Pietro Mennea, Adolfo Consolini e Gianmarco Tamberi, 3 volte ciascuno, sono gli azzurri che vantano il maggior numero di titoli europei, mentre in campo femminile detengono questo primato Annarita Sidoti, Libania Grenot e Nadia Battocletti, con due vittorie ciascuna. Nel 1986 a Stoccarda gli atleti italiani conseguirono un'impresa storica dipingendo per intero il podio d'azzurro con Mei, Cova ed Antibo nei 10000 metri, risultato ripetuto nella gara di Maratona a Budapest 1998 con Baldini, Goffi e Modica .

## Titoli europei per specialità
42 sono i titoli conquistati in campo maschile e 10 in campo femminile. La maratona è la specialità con più vittorie (5) in campo maschile (due ciascuno per i campioni olimpici Gelindo Bordin e Stefano Baldini, più quella di Daniele Meucci), mentre in campo femminile, con 2 vittorie ciascuna, si hanno le specialità della maratona (con Maria Guida ed Anna Incerti) e dei 400 metri piani (due titoli per Libania Grenot).

### Uomini
- 100 metri piani: 3 titoli (2 Jacobs e 1 Mennea)
- 200 metri piani: 2 titoli (Mennea)
- 800 metri piani: 1 titolo (Benvenuti)
- 1500 metri piani: 2 titoli (Beccali e Arese)
- 3000 metri siepi: 2 titoli (Panetta e Lambruschini)
- 5000 metri piani: 2 titoli (Ortis e Antibo)
- 10000 metri piani: 4 titoli (Cova, Mei, Antibo e Crippa)
- 100 metri ostacoli: 3 titoli (2 E. Ottoz e 1 Simonelli)
- 400 metri ostacoli: 3 titoli (Filiput, Morale e Frinolli)
- Maratona: 6 titoli (2 Baldini e Bordin, 1 Meucci e 1 Crippa)
- Maratona a squadre: 2 titoli (Rachik, Faniel, La Rosa e Crippa, Riva, Selvarolo)
- Salto in alto: 3 titoli (Tamberi)
- Salto in lungo: 1 titolo (Howe)
- Salto triplo: 1 titolo (Donato)
- Lancio del disco: 3 titoli (Consolini)
- 20 km di marcia: 1 titolo (Schwazer)
- 50 km di marcia: 3 titoli (2 Pamich e 1 Dordoni)

### Donne
- 5000 metri piani: 1 titolo (Battocletti)
- 10000 metri piani: 1 titolo (Battocletti)
- 400 metri piani: 2 titoli (Grenot)
- 80 metri ostacoli: 1 titolo (Testoni)
- Maratona: 2 titoli (Guida e Incerti)
- Salto in alto: 1 titolo (Simeoni)
- Lancio del martello: 1 titolo (Fantini)
- 10 km di marcia: 2 titoli (Sidoti)
- 20 km di marcia: 1 titolo (Palmisano)

## Bilancio podi per specialità
| Specialità               | Uomini | Uomini | Uomini | Uomini | Donne | Donne | Donne | Donne | Totale | Totale | Totale | Totale |
| ------------------------ | ------ | ------ | ------ | ------ | ----- | ----- | ----- | ----- | ------ | ------ | ------ | ------ |
| Specialità               |        |        |        | Tot.   |       |       |       | Tot.  |        |        |        | Tot.   |
| 100 m piani              | 2      | 4      | 1      | 7      | -     | -     | 1     | 1     | 2      | 4      | 2      | 8      |
| 200 m piani              | 2      | -      | 2      | 4      | -     | -     | 1     | 1     | 2      | -      | 3      | 5      |
| 400 m piani              | -      | 1      | -      | 1      | 2     | -     | -     | 2     | 2      | 1      | -      | 3      |
| 800 m piani              | 1      | 1      | 1      | 3      | -     | -     | -     | 0     | 1      | 1      | 1      | 3      |
| 1500 m piani             | 2      | 1      | 1      | 4      | -     | -     | 2     | 2     | 2      | 1      | 3      | 6      |
| 3000 m piani             |        |        |        |        | -     | -     | -     | 0     | -      | -      | -      | 0      |
| 5000 m piani             | 2      | 1      | 1      | 4      | -     | -     | 1     | 1     | 2      | 1      | 2      | 5      |
| 10000 m piani            | 4      | 4      | 5      | 13     | -     | -     | -     | 0     | 4      | 4      | 5      | 13     |
| Mezza Maratona           | -      | -      | 1      | 1      | -     | 1     | -     | 1     | -      | 1      | 1      | 2      |
| Mezza Maratona a squadre | -      | -      | 1      | 1      | -     | 1     | -     | 1     | -      | 1      | 1      | 2      |
| Maratona                 | 5      | 3      | 3      | 11     | 2     | 4     | 1     | 7     | 7      | 7      | 4      | 18     |
| Maratona a squadre       | 1      | -      | -      | 1      | -     | 1     | -     | 1     | 1      | 1      | -      | 2      |
| 80 / 100 / 110 m hs      | 2      | 1      | -      | 3      | 1     | -     | -     | 1     | 3      | 1      | -      | 4      |
| 400 m hs                 | 3      | -      | 1      | 4      | -     | -     | -     | 0     | 3      | -      | 1      | 4      |
| 3000 m siepi             | 2      | 4      | 3      | 9      | -     | -     | -     | 0     | 2      | 4      | 3      | 9      |
| Salto in alto            | 2      | -      | 1      | 3      | 1     | -     | 2     | 3     | 3      | -      | 3      | 6      |
| Salto con l'asta         | -      | -      | 2      | 2      | -     | -     | -     | 0     | -      | -      | 2      | 2      |
| Salto in lungo           | 1      | 1      | 1      | 3      | -     | 1     | 1     | 2     | 1      | 2      | 2      | 5      |
| Salto triplo             | 1      | -      | -      | 1      | -     | 1     | -     | 1     | 1      | 1      | -      | 2      |
| Getto del peso           | -      | 1      | -      | 1      | -     | -     | 2     | 2     | -      | 1      | 2      | 3      |
| Lancio del disco         | 3      | 4      | -      | 7      | -     | -     | 1     | 1     | 3      | 4      | 1      | 8      |
| Lancio del martello      | -      | 3      | -      | 3      | -     | -     | 1     | 1     | -      | 3      | 1      | 4      |
| Lancio del giavellotto   | -      | -      | -      | 0      | -     | -     | -     | 0     | -      | -      | -      | 0      |
| Prove multiple           | -      | -      | -      | 0      | -     | -     | -     | 0     | -      | -      | -      | 0      |
| Marcia 10000 m / 10 km   | -      | -      | -      | 0      | 2     | 2     | 1     | 5     | 2      | 2      | 1      | 5      |
| Marcia 20 km             | 1      | 1      | -      | 2      | -     | -     | 3     | 3     | 1      | 1      | 3      | 5      |
| Marcia 50 km             | 3      | 2      | 1      | 6      | -     | -     | -     | 0     | 3      | 2      | 1      | 6      |
| Staffetta 4×100 m        | -      | 2      | 3      | 5      | -     | -     | 3     | 3     | -      | 2      | 6      | 8      |
| Staffetta 4×400 m        | -      | 1      | 1      | 2      | -     | -     | 1     | 1     | -      | 1      | 2      | 3      |
| Totale                   | 37     | 35     | 38     | 110    | 8     | 11    | 21    | 40    | 45     | 46     | 59     | 150    |